# Abeilhan
Abeilhan – miejscowość i gmina we Francji, w regionie Oksytania, w departamencie Hérault.
Według danych na rok 1990 gminę zamieszkiwało 917 osób, a gęstość zaludnienia wynosiła 117 osób/km² (wśród 1545 gmin Langwedocji-Roussillon Abeilhan plasuje się na 368. miejscu pod względem liczby ludności, natomiast pod względem powierzchni na miejscu 866.).